# Minervarya asmati
Minervarya asmati ist ein Froschlurch aus der Gattung Minervarya in der Unterfamilie Dicroglossinae der Familie Dicroglossidae. Er wurde erst 2011 nach Exemplaren vom Campus der University of Chittagong beschrieben und ist in Bangladesch weit verbreitet.

## Beschreibung
Minervarya asmati ist ein mittelgroßer Frosch mit einem schlanken und etwas langgestreckten Körper und einer Kopf-Rumpf-Länge von 29,1 bis 33,4 Millimeter bei männlichen Fröschen. Die Grundfarbe des Rückens schwankt beim lebenden Tier von olivgrün bis grünlich braun, darauf befinden sich unregelmäßige dunkle Flecken, die sich miteinander zu Querstreifen verbinden. Bei den meisten Tieren verläuft ein schmaler heller Streifen vom Nacken bis zur Schwanzwurzel. Jeweils zwei rote Punkte befinden sich auf dieser dorsalen Mittellinie und auf beiden Armen. Die Flanken sind marmoriert. Auf den Oberschenkeln befinden sich dunkle Punkte, die Unterschenkel und die Arme sind quergestreift. Der Bauch ist cremeweiß und hat keine Zeichnung. Bei Formalinpräparaten verfärbt sich die olivgrüne Grundfarbe zu einem weißlichen braun, die roten Punkte verschwinden und die Zeichnungen werden blasser. Der Kopf ist groß, dreieckig und etwas länger als breit. Die Nasenlöcher befinden sich deutlich näher an der Schnauzenspitze als an den Augen. Die Finger sind schlank, zwischen ihnen befinden sich keine Schwimmhäute. An den Zehen sind nur unvollständig ausgebildete Schwimmhäute. Die Fingerformel ist 2 < 4 < 1 < 3 und die Zehenformel 1 < 2 < 5 < 3 < 4.

## Verbreitung
Der Typenfundort liegt vor dem Teachers Club and Guest House auf dem Campus der University of Chittagong (22° 28′ 0″ N, 91° 47′ 0″ O) in der Upazila Hathazari, in unmittelbarer Nähe der Stadt Chittagong. Dort wurde die Art in Tümpeln nahe einem Bach gefunden. Spätere Funde aus anderen Landesteilen, dem Nordwesten und der Gegend um die Hauptstadt Dhaka, lassen auf eine weite Verbreitung zumindest in Bangladesch schließen.

## Lebensweise
Minervarya asmati ist nachtaktiv und lebt an Waldrändern auf feuchten und schattigen Böden, auf feuchten Wiesen mit lockerem Boden, aber auch auf Feldern. Sie ernährt sich von kleinen Insekten. Die Brutsaison beginnt im Mai und dauert bis in den Juli. Am Typenfundort lebt die Art sympatrisch mit mehreren anderen Arten der Gattung Minervarya, wird aber zur Paarungszeit nicht mit ihnen angetroffen. Eine Art der Gattung Microhyla kommt hingegen auch zur Paarungszeit im selben Laichgewässer vor.

## Gefährdung und Schutz
Die Weltnaturschutzunion IUCN hat Minervarya asmati im Jahr 2015 in ihre Rote Liste der Fauna von Bangladesch aufgenommen, aber wegen des großen Verbreitungsgebiets und der mutmaßlich großen Zahl von Individuen als ungefährdet bezeichnet (Kategorie LC – Least Concern). Zum Zeitpunkt der Aufnahme in die Rote Liste wurde Minervarya asmati noch als möglicher Endemit Bangladeschs gesehen, die tatsächliche Größe des Verbreitungsgebiets wurde erst später bekannt.

## Systematik
Minervarya asmati ist eine von etwa vierzig Arten der Gattung Minervarya, die in Südasien verbreitet sind und hier die Rolle der südostasiatischen Gattung Fejervarya einnehmen. Minervarya und etwa ein Dutzend weiterer Gattungen mit etwa 200 Arten bilden die Unterfamilie Dicroglossinae, die wiederum mit der zwei Gattungen und 16 Arten umfassenden Unterfamilie Occydozyginae die Familie Dicroglossidae bildet.

### Erstbeschreibung
Die Erstbeschreibung von Fejervarya asmati erfolgte 2011 durch den bangladeschischen Herpetologen Mohammad Sajid Ali Howlader von der University of Chittagong. Der Holotyp ist ein im Mai 2008 am Typenfundort gefangenes Männchen, das sich mit vier adulten männlichen und einem adulten weiblichen Paratopotypen in der Sammlung des zoologischen Institute der University of Chittagong befindet. Mit dem Artnamen asmati ehrte Howlader seinen Lehrer und Mentor Ghazi S. M. Asmat, in Anerkennung der geleisteten Unterstützung seiner Forschungen.

### Synonyme
- Fejervarya asmati Howlader, 2011[1]
- Zakerana asmati (Howlader, 2011)[4]

Noch im Jahr der Erstbeschreibung stellte Howlader die Art in die von ihm neu aufgestellte Gattung Zakerana Howlader, 2011. Diese Gattung wurde 2015 mit Fejervarya synonymisiert. 2018 wurden die südasiatischen Arten von Fejervarya wieder als eigene Gattung Minervarya ausgegliedert.